# Constanța de Sicilia
Constanța (n. 2 noiembrie 1154, Palermo, Regatul Siciliei – d. 27 noiembrie 1198, Palermo, Regatul Siciliei), membră a dinastiei normande de Hauteville, a fost moștenitoare a regilor normanzi ai Siciliei și soție a împăratului Henric al VI-lea de Hohenstaufen. Ea a fost regină a Siciliei între 1194 și 1198, în comun cu soțul ei între 1194 și 1197 și cu fiul ei minor, Frederic al II-lea în 1198.

## Biografie
Constanța a fost fiica postumă a regelui Roger al II-lea al Siciliei cu cea de a treia soție a acestuia, Beatrice de Rethel.
Constanța nu a fost logodită până a împlinit vârsta de 13 ani, fapt care este neobișnuit pentru o prințesă a cărei căsătorie constituia un important târg dinastic. Acest amănunt a dat naștere diferitelor legende potrivit cărora ea ar fi devenit călugăriță și ar fi cerut dispensă papală pentru a-și întrerupe jurămîntul și a se putea căsători, sau că pur și simplu ar fi fost extrem de urâtă. Nicio astfel de supoziție nu își găsește consistența din lipsă de probe.
Moartea în 1172 a tânârului ei nepot Henric de Capua, fiul regelui Guillaume I cel Rău, a făcut-o pe Constanța moștenitoare prezumtivă a coroanei Siciliei, după ce nepotul ei mai mare Guillaume al II-lea cel Bun, care a murit necăsătorit până în 1177 și a cărui căsătorie ulterioară nu a produs moștenitori. David Abulafia subliniază faptul că Guillaume nu a prevăzut uniunea dintre coroanele Germaniei și Siciliei ca o eventualitate serioasă; scopul său era acela de a consolida o alianță, cu puternicul inamic de odinioară al normanzilor din sudul Italiei.
Nu este însă clar de ce Guillaume al II-lea a amânat atât de mult găsirea unui soț pentru mătușa sa. Cu toate acestea, în 1184 Constanța a fost logodită cu Henric (viitorul împărat Henric al VI-lea de Hohenstaufen), iar cei doi s-au căsătorit doi ani mai târziu, la 27 ianuarie 1186.
Papalitatea, de asemenea adversară a imperialilor, nu și-ar fi dorit să vadă regatul din sudul Italiei (la acea vreme, unul dintre cele mai bogate din Europa) în mâinile împăraților germani, însă împăratul Frederic I Barbarossa l-a presat pe papa Celestin al III-lea să îl încoroneze pe ful său: suveranul pontif a amânat îndeplinirea acestei cerințe.
Nici nobilii normanzi din sudul Italiei nu ar fi agreat impunerea unui rege din familia de Hohenstaufen. Guillaume i-a făcut pe nobili și pe oamenii importanți de la curtea sa să promită recunoașterea succesiunii Constanței, dacă el ar fi murit fără moștenitori direcți. Însă după moartea sa neașteptată din 1189, vărul său (și totodată nepot al Constanței) Tancred de Lecce a preluat tronul. Tancred era fiu ilegitim al lui Roger al III-lea, duce de Apulia, însă se bucura de sprijinul celor mai mulți nobili din regat.
Socrul Constanței, Frederic Barbarossa, a murit în 1190, iar în anul următor Henric și Constanța au fost încoronați ca împărat și împărăteasă. Apoi, Constanța l-a însoțit pe Henric în fruntea unei armate imperiale substanțiale pentru preluarea prin forță a tronului din mâinile lui Tancred. Orașele din nord ale regatului și-au deschis porțile în fața lui Henric, inclusiv cele mai timpurii forturi ale normanzilor din Capua și Aversa. Salerno, capitala de pe continent a lui Roger al II-lea, a trimis vorbă de întâmpinare potrivit căreia Henric era binevenit, iar Constanța era invitată să locuiască în vechiul palat al tatălui ei pentru a evita căldura verii. Abia la Napoli Henric a întâmpinat rezistență, orașul ținându-l pe loc pe împărat pe timpul verii, timp în care cea mai mare parte a armatei imperiale a căzut pradă malariei, din care cauză armata germană a fost nevoită să se retragă din Italia. Constanța a rămas la Salerno cu o mică garnizoană, ca semn că Henric urma să revină.
Odată Henric retras cu grosul armatei imperiale, orașele care aparent trecuseră de partea Imperiului și-au declarat imediat supunerea față de Tancred de Lecce, temându-se de răzbunarea acestuia. Populația din Salerno a văzut o oportunitate în a câștiga favorul lui Tancred, drept pentru care i-a trimis-o pe Constanța acestuia în Messina, un preț important, dat fiind că Henric avea de acum toate motivele să revină. Cu toate acestea, Tancred era mai dornic să nu profite de acest avantaj de negociere, anume posesia împărătesei, în schimbul legitimării sale de către papa Celestin al III-lea ca rege al Siciliei. În ceea ce îl privește, papa spera ca, prin asigurarea unei libere treceri a Constanței către Roma, Henric ar fi fost mai bine dispus față de papalitate. Totuși, soldații imperiali au reușit să intervină înainte ca împărăteasa Constanța să fi ajuns cu bine la Roma, după care s-au întors în siguranță dincolo de Alpi.
Henric se pregătea deja să invadeze Regatul Siciliei pentru a doua oară, când Tancred a murit în 1194. La sfârșitul aceluiași an, împăratul s-a deplasat către sud, a intrat în Palermo fără a întâmpina rezistență, l-a depus pe fiul minor al lui Tancred, Guillaume al III-lea și s-a încoronat ca rege al Siciliei.
În vreme ce Henric înainta cu rapiditate în sud în fruntea armatei sale, Constanța se deplasa mai încet, dat fiind că era deja însărcinată. În 26 decembrie, în ziua imediat următoare încoronării lui Henric de la Palermo, ea a dat naștere unui băiat, Frederic (viitorul împărat Frederic al II-lea) în micul oraș Iesi, din apropiere de Ancona.
Constance avea deja vârsta de 40 de ani și era conștientă de faptul că multă lume și-ar fi pus întrebarea dacă copilul era într-adevăr născut de ea. Ca urmare, ea și-a adus copilul într-un cort din piața centrală a orașului și a invitat moașele din oraș să fie martore la naștere. Câteva zile mai târziu ea a revenit în ăiața publică și l-a alăptat pe Frederic în public.

## Încoronarea lui Frederic al II-lea

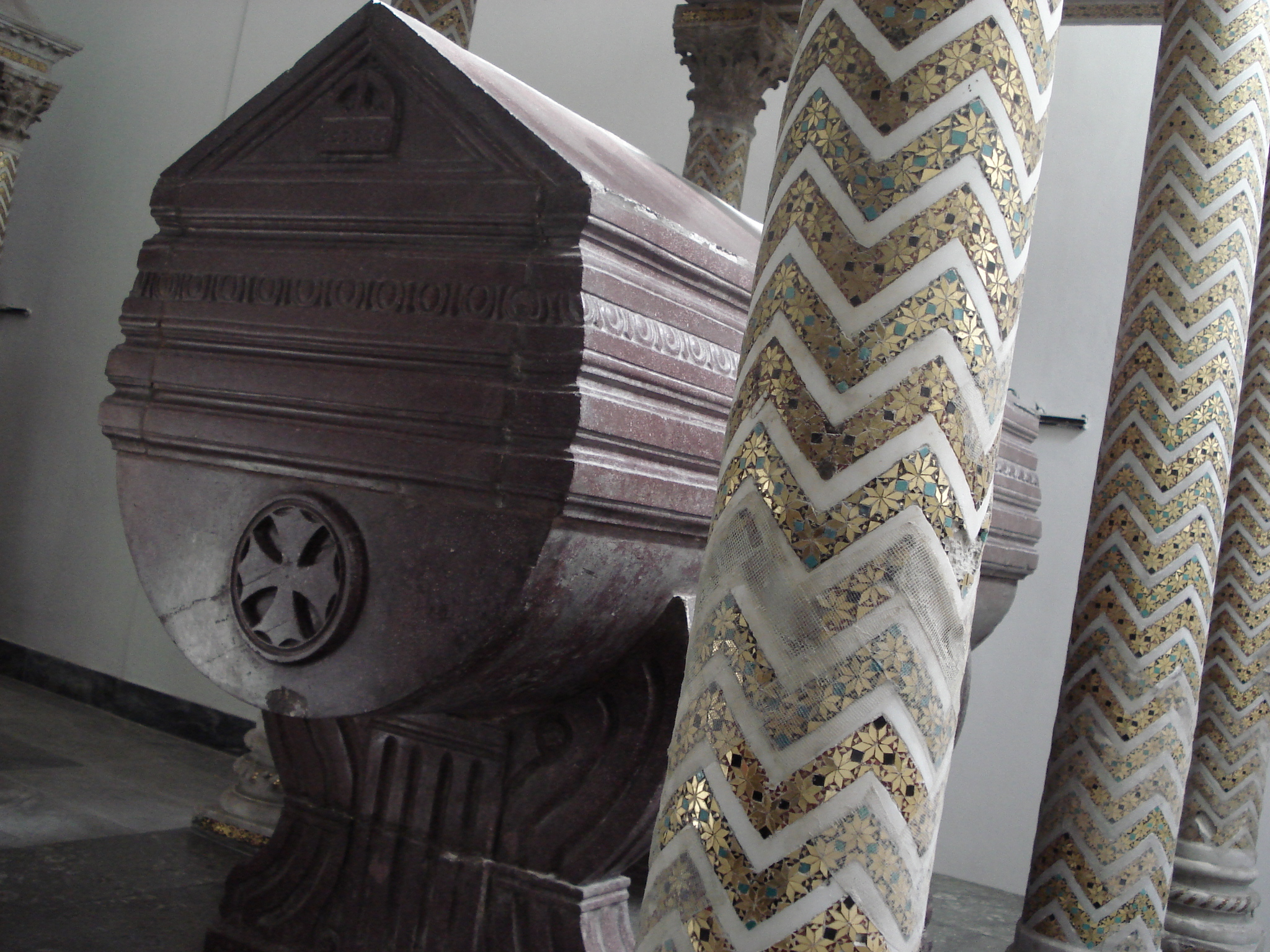
Mormântul Constanței, în catedrala din Palermo.

Henric a murit în 1197. În anul următor, Constanța a reușit să asigure încoronarea lui Frederic (în vârstă de 3 ani) ca rege al Siciliei, și în numele acestuia a anulat legăturile pe care soțul ei le crease între conducerea Siciliei și cea a Imperiului. Ea a adoptat politici foarte diferite de cele ale răposatului său consort. S-a înconjurat de sfetnici locali și a l-a exclus pe ambițiosul Markward de Anweiler de la orice poziție de putere, încercând să îi reducă atribuțiile exclusiv la guvernarea propriilor lui fiefuri din regiunea Molise. Constanța nu a făcut nicio referire la vreo pretenție asupra Regatului Germaniei și a Imperiului atunci când fiul ei a fost uns și încoronat ca rege la Palermo, în mai 1198; ea a făcut calde oferte noului papă, Inocențiu al III-lea, abandonând vechiul principiu atât de disputat potrivit căruia regele ar fi fost legatul apostolic, un principiu central al autonomiei normande în Regatul Siciliei. Confruntată cu pericolele care înconjoară orice rege-copil, Constanța l-a plasat pe Frederic sub protecția papei Inocențiu al III-lea. Ea își dorea ca fiul ei să fie cresc ut ca un sicilian și să nu devină nimic mai mult decât rege al Siciliei, fără a emite pretenții diversioniste asupra Germaniei și nici asupra titulaturii de "rege al romanilor", pentru care fusese deja aclamat cumnatul ei Filip de Suabia de către nobilii romani. Că Frederic avea să devină mult mai mult decât atât nu putea fi prevăzut atunci când Constanța a murit la sfârșitul lui noiembrie 1198. În testamentul ei, Constanța îl numea pe papa Inocențiu, care era totodată suzeranul feudal al fiului ei, protectorul lui Frederic.
În Divina Comedie, Dante o plasează pe Constanța în Paradis, deși subscrie la legenda potrivit căreia Constanța ar fi fost călugăriță.